# Bướu Wilms
Bướu Wilms (đọc là /vɪlmz/) hay u nguyên bào thận là một ung thư ở thận thường chỉ xảy ra ở trẻ em, hiếm khi xảy ra ở người lớn.
Nó được đặt theo tên của Bác sĩ Max Wilms, là bác sĩ ngoại khoa người Đức (1867–1918) đầu tiên mô tả nó.
Có khoảng 500 ca bệnh này được chẩn đoán tại Mỹ hàng năm. 75% ca bệnh xảy ra đơn lẻ ở trẻ em; 25% còn lại có liên quan đến một phát triển bất thường khác. Bệnh đáp ứng cao với điều trị, với khoảng 90% số bệnh nhân còn sống sau 5 năm.